# Wilhelm Kube
Wilhelm Kube (Glogau, 13 novembre 1887 – Minsk, 28 settembre 1943) è stato un politico tedesco.

## Biografia
Figlio di un militare di carriera, studiò scienze politiche all'Università di Berlino, diventando portavoce dell'unione accademica del movimento völkisch.  Segretario generale del Partito Popolare Nazionale Tedesco dal 1920 e il 1923, nel 1924 fu eletto nel Reichstag con il Partito Popolare Tedesco della Libertà.  Nel 1928 aderì al Partito Nazista, venendo nuovamente eletto deputato e venendo nominato portavoce del caucus del landtag prussiano.  Nel 1933 Hermann Göring lo scelse per svolgere il prestigioso incarico di Oberpräsident (governatore) del Brandeburgo, comprendente la capitale Berlino.
Nel 1936 fu sottoposto a processo dall'USCHLA, il tribunale interno del partito, e condannato da Walter Buch per estorsione, appropriazione indebita e per aver sedotto le mogli di alcuni colleghi decadde da tutte le cariche. Nel 1941 si arruolò volontario nelle Waffen-SS, e ottenuta la fiducia di Heinrich Himmler lo stesso anno fu da questi designato Generalkommissar della Bielorussia. In questo ruolo supervisionò le deportazioni di massa e lo sterminio degli ebrei bielorussi, ma nonostante il suo passato caratterizzato da idee violentemente antisemite restò talmente inorridito dalla violenza e dai metodi delle SS da entrare pesantemente in conflitto con i vertici nazisti, inviando numerose lettere di protesta e cercando di proteggere gli ebrei dallo sterminio impiegandoli per svariati lavori.
Nel settembre 1943, quando ormai i suoi giorni da commissario generale erano contati, fu ucciso nel suo appartamento da una partigiana russa.